# Lázaro Cárdenas, San Pedro Teutila
Lázaro Cárdenas är en ort i Mexiko.   Den ligger i kommunen San Pedro Teutila och delstaten Oaxaca, i den sydöstra delen av landet, 300 km sydost om huvudstaden Mexico City. Lázaro Cárdenas ligger 1 091 meter över havet och antalet invånare är 307.
Terrängen runt Lázaro Cárdenas är bergig åt nordväst, men åt sydost är den kuperad. Runt Lázaro Cárdenas är det ganska tätbefolkat, med 56 invånare per kvadratkilometer. Närmaste större samhälle är San Bartolomé Ayautla, 8,4 km nordost om Lázaro Cárdenas. I omgivningarna runt Lázaro Cárdenas växer i huvudsak städsegrön lövskog.